# Parc-nature du Ruisseau-De Montigny
Le parc-nature du Ruisseau-De Montigny est un grand parc de Montréal, au Québec (Canada).  Situé dans les arrondissements d'Anjou et de Rivière-des-Prairies–Pointe-aux-Trembles, il borde le ruisseau De Montigny, qui se jette dans la rivière des Prairies. Son territoire comprend également quatre îles dans la rivière des Prairies.

## Toponymie
Le parc tire son nom du ruisseau qui le traverse du sud au nord, où il se jette dans la rivière des Prairies. 

## Géographie
Ce parc linéaire, situé entre le boulevard Perras et le boulevard Henri-Bourassa est, à l'ouest du boulevard Louis-Hippolyte-Lafontaine, Ce ruisseau, qui prend sa source au bassin de rétention d'Anjou, coule directement sur le roc calcaire et comporte des cascades et une chute d’environ 3 mètres de hauteur,.
Le parc comprend aussi quatre îles situées sur la rivière des Prairies, soit l'île Lapierre, l'île Boutin, l'île Rochon et l'île Gagné,.

## Faune
On dénombre plus de 80 espèces d'oiseaux qui fréquentent le parc. Il est possible d'y observer de petits mammifères comme les renards, les marmottes, les lièvres et les castors. Le parc comprend également un habitat de la couleuvre brune, menacée d’extinction,.
Les îles du parc servent de lieu de reproduction pour les rats musqués, les grands hérons, les canards et les poissons.

## Histoire
Le parc-nature du Ruisseau-De-Montigny est créé en 2005. Sa superficie est alors de 22 hectares. Le parc est agrandi en 2011, portant sa superficie à 30 hectares,. Avant son ouverture en 2005, de nombreuses corvées de nettoyage ont été nécessaires pour nettoyer la rivière et la zone boisée qui l'entoure, les terrains ayant été utilisés pour y déposer des déchets pendant plusieurs années.
En janvier 2011, la Ville de Montréal adopte un plan de mise en valeur des espaces verts le long du ruisseau De Montigny. Elle y projette d'améliorer l'accès et les infrastructures d'accueil du parc. La Ville a aussi comme objectif de mieux protéger le parc, particulièrement contre les impacts que peut avoir l'ouverture du nouveau pont de l'autoroute 25,.

## Activités et occupation
Il comprend 3,3 kilomètres de sentiers qu'il est possible de fréquenter à pied, en vélo ou en raquette, selon les saisons. 